# Stéphen Boyer
Stéphen Boyer (Saint-Denis, 10 aprile 1996) è un pallavolista francese, opposto dell'Asseco Resovia.

## Carriera

### Club
La carriera di Stéphen Boyer comincia, nel 2011, nelle giovanili del Mérignac per poi passare, nel 2013, al club federale del CNVB. Nella stagione 2014-15 viene ingaggiato dal Gazélec Ajaccio, in Ligue A. Resta nella stessa categoria anche per la stagione successiva quando veste la maglia dello Chaumont, a cui è legato per tre annate, vincendo uno scudetto e una Supercoppa francese.
Per il campionato 2018-19 si accasa al club italiano del BluVolley Verona, in Superlega: nel novembre 2020, poco dopo aver iniziato la sua terza annata con il club scaligero, rescinde il contratto, per giocare il resto della stagione all'Al-Arabi, nel massimo campionato qatariota.
Nella stagione 2021-22 torna in Europa, precisamente in Polonia, per affrontare la Polska Liga Siatkówki con la maglia dello Jastrzębski Węgiel dove, in un'annata caratterizzata dalla frattura delle ossa metacarpali che lo costringono ad un'operazione chirurgica e ad un periodo di stop, riesce comunque a conquistare la Supercoppa polacca, bissata nell'edizione seguente, e uno scudetto. Resta nella stessa lega anche nella stagione 2023-24, passando all'Asseco Resovia, con il quale conquista la Coppa CEV, ottenendo nell'occasione anche il riconoscimento di miglior giocatore.

### Nazionale
Nel 2013 viene convocato nella nazionale francese under 19, nel 2014 in quella under 20, con cui vince la medaglia di bronzo al campionato europeo, e nel 2015 in quella Under-21.
Nel 2015 è convocato nella selezione della Riunione, isola di cui è originario, ottenendo la medaglia d'oro ai IX Giochi delle Isole dell'Oceano Indiano.
Nel 2016 ottiene le prime convocazioni nella nazionale maggiore francese, con cui, nel 2017 vince la medaglia d'oro alla World League, mentre nell'anno successivo conquista l'argento alla Volleyball Nations League. Nel 2021 ottiene la medaglia di bronzo alla Volleyball Nations League e quella d'oro ai Giochi della XXXII Olimpiade di Tokyo. Nel 2022 si aggiudica l'oro alla Volleyball Nations League.

## Palmarès

### Club
- Campionato francese: 1

2016-17
- Campionato polacco: 1

2022-23
- Supercoppa francese: 1

2017
- Supercoppa polacca: 2

2021, 2022
- Coppa CEV: 1

2023-24

### Nazionale (competizioni minori)
- Campionato europeo under 20 2014
- Giochi delle Isole dell'Oceano Indiano 2015
- Memorial Hubert Wagner 2017
- Memorial Hubert Wagner 2018

### Premi individuali
- 2016 - Ligue A: Miglior opposto
- 2018 - Ligue A: MVP
- 2018 - Ligue A: Miglior opposto
- 2024 - Coppa CEV: MVP